# Leptonema latipenne
Leptonema latipenne är en nattsländeart som beskrevs av G. Marlier 1947. Leptonema latipenne ingår i släktet Leptonema och familjen ryssjenattsländor. Inga underarter finns listade i Catalogue of Life.